# 斯普里西夫卡
48°57′44″N 27°0′36″E / 48.96222°N 27.01000°E
斯普里西夫卡（烏克蘭語：Сприсівка），是烏克蘭西部的村莊，隸屬赫梅利尼茨基州的卡緬涅茨-波多利斯基區。該村面積1.18平方公里，海拔高度282米，2001年人口276，人口密度每平方公里233.3人。